# Étienne Delangre
Pour les articles homonymes, voir Delangre.
Étienne Delangre est un footballeur belge devenu entraîneur né le 12 février 1963 à Martelange (Belgique). 
Il est actuellement l'entraineur principal du R.S.C Tilffois et éducateur à Institut Sainte Marie à Huy.

## Biographie
Il a joué 320 matches comme défenseur au Standard de Liège, dont 265 matches en onze saisons de championnat. Il va ensuite au RWD Molenbeek pour deux saisons de 1992 à 1994.
Plus tard, son expérience comme entraîneur chez les professionnels a tourné court, de juillet à novembre 2002 au Royal Charleroi Sporting Club.
Le 26 novembre 2014, le Standard de Liège annonce sa nomination comme entraîneur adjoint d'Ivan Vukomanović.
De 2015 à 2019 il était entraîneur de Royal Star Fléron et depuis 2020 de R.S.C. Tilffois.

## Palmarès en tant que défenseur
- Champion de Belgique en 1982 et 1983 avec le Standard de Liège
- Finaliste de la Coupe de Belgique en 1984, 1988 et 1989 avec le Standard de Liège
- Finaliste de la Supercoupe de Belgique en 1982 avec le Standard de Liège
- Vainqueur de la Supercoupe de Belgique en 1981 et 1983 avec le Standard de Liège